# Gonospira uvula
Gonospira uvula é uma espécie de gastrópode  da família Streptaxidae.
É endémica de Reunião.